# Scottish League Challenge Cup 2006/07
Der Scottish League Challenge Cup wurde 2006/07 zum 16. Mal ausgespielt. Der schottische Fußballwettbewerb, der offiziell als Bell’s Challenge Cup ausgetragen wurde, begann am 15. August 2006 und endete mit dem Finale am 12. November 2006 im McDiarmid Park von Perth. Der Titelverteidiger, FC St. Mirren konnte seinen Erfolg aus dem letztjährigen Finale (aufgrund der fehlenden Teilnahmeberechtigung begründet durch den Aufstieg in die Premier League) nicht wiederholen. Den Wettbewerb konnte in diesem Jahr Ross County gegen den FC Clyde im Elfmeterschießen gewinnen. Am Wettbewerb nahmen die Vereine der Scottish Football League teil.

## 1. Runde
Ausgetragen wurden die Begegnungen am 15. und 16. August 2006.
|                       | Ergebnis  |                  |
| --------------------- | --------- | ---------------- |
| Ayr United            | 2:1       | FC Livingston    |
| Brechin City          | 1:2       | FC Arbroath      |
| FC Cowdenbeath        | 4:0       | Stirling Albion  |
| FC Dumbarton          | 1:2 n. V. | Greenock Morton  |
| FC East Stirlingshire | 0:5       | FC Queen’s Park  |
| Forfar Athletic       | 2:1       | FC Dundee        |
| Hamilton Academical   | 3:1       | Berwick Rangers  |
| Partick Thistle       | 1:2       | Albion Rovers    |
| Queen of the South    | 1:0       | FC Stranraer     |
| FC St. Johnstone      | 3:1 n. V. | Raith Rovers     |
| Airdrieonians FC      | 0:3       | FC Gretna        |
| FC East Fife          | 0:3       | Ross County      |
| Elgin City            | 2:0       | FC Stenhousemuir |
| FC Montrose           | 2:0       | FC Peterhead     |

## 2. Runde
Ausgetragen wurden die Begegnungen am 29. August und 30. August 2006.
|                    | Ergebnis        |                     |
| ------------------ | --------------- | ------------------- |
| Albion Rovers      | 5:2             | Elgin City          |
| Forfar Athletic    | 1:3             | FC Arbroath         |
| Greenock Morton    | 3:2             | FC Cowdenbeath      |
| Ross County        | 2:1 n. V.       | Alloa Athletic      |
| FC St. Johnstone   | 3:0             | FC Queen’s Park     |
| FC Gretna          | 3:1             | Hamilton Academical |
| FC Montrose        | 0:1 n. V.       | FC Clyde            |
| Queen of the South | 2:2 (?:? i. E.) | Ayr United          |

## Viertelfinale
Ausgetragen wurden die Begegnungen am 12. September 2006.
|                 | Ergebnis        |                  |
| --------------- | --------------- | ---------------- |
| Albion Rovers   | 3:3 (?:? i. E.) | FC Arbroath      |
| FC Clyde        | 1:0             | Ayr United       |
| Greenock Morton | 3:2             | FC St. Johnstone |
| Ross County     | 3:2 n. V.       | FC Gretna        |

## Halbfinale
Ausgetragen wurden die Begegnungen am 27. September 2006.
|             | Ergebnis |                 |
| ----------- | -------- | --------------- |
| FC Clyde    | 3:1      | Greenock Morton |
| Ross County | 4:1      | Albion Rovers   |

## Finale
| Ross County                                                       | Ross County | FC Clyde | FC Clyde |
| ----------------------------------------------------------------- | --- | --- | -------- |
| Ross County                                                       | \| Finale \| \| 19. November 2000 um 15:00 Uhr Ortszeit in Perth (McDiarmid Park) \| \| Ergebnis: 1:1 n. V. (1:1, 0:1), 5:4 i. E. \| \| Zuschauer: 4.062 \| \| Schiedsrichter: Craig A. Thomson \| \| Spielbericht \|                            | \| Finale \| \| 19. November 2000 um 15:00 Uhr Ortszeit in Perth (McDiarmid Park) \| \| Ergebnis: 1:1 n. V. (1:1, 0:1), 5:4 i. E. \| \| Zuschauer: 4.062 \| \| Schiedsrichter: Craig A. Thomson \| \| Spielbericht \|             | FC Clyde |
| Ross County                                                       | Craig Samson – Gary Irvine, Alex Keddie, Andy Dowie, Kevin McKinlay – Craig Gunn, Derek Adams, Don Cowie (102. Hugh Robertson), Martin Scott (117. Stuart Anderson) – Amick Ciani (115. Jason Crooks), Michael Gardyne Cheftrainer: Scott Leitch | David Hutton – Neil McGregor, Eddie Malone, Chris Higgins, Craig McKeown – Paul McHale, Craig Bryson, Ryan McCann, Stephen O’Donnell – Roddy Hunter (78. Sean McKenna), Andy Ferguson (78. Kevin Bradley) Cheftrainer: Joe Miller | FC Clyde |
| Ross County                                                       | 1:1 Andy Dowie (80.) | 0:1 Roddy Hunter (43.) | FC Clyde |
| Ross County                                                       | Elfmeterschießen | | FC Clyde |
| Ross County                                                       | ? | ? | FC Clyde |
| Ross County                                                       | Amick Ciani, Andy Dowie, Martin Scott | Chris Higgins, Eddie Malone, Ryan McCann, Neil McGregor, Stephen O’Donnell | FC Clyde |
| Ross County                                                       | Eddie Malone | | FC Clyde |
| Finale                                                            | | |          |
| 19. November 2000 um 15:00 Uhr Ortszeit in Perth (McDiarmid Park) | | |          |
| Ergebnis: 1:1 n. V. (1:1, 0:1), 5:4 i. E.                         | | |          |
| Zuschauer: 4.062                                                  | | |          |
| Schiedsrichter: Craig A. Thomson                                  | | |          |
| Spielbericht                                                      | | |          |